# Orvilliers
Orvilliers és un municipi francès, situat al departament d'Yvelines i a la regió de Illa de França. L'any 2007 tenia 578 habitants.
Forma part del cantó de Bonnières-sur-Seine, del districte de Mantes-la-Jolie i de la Comunitat de comunes del Pays Houdanais.

## Demografia

### Població
El 2007 la població de fet d'Orvilliers era de 578 persones. Hi havia 204 famílies, de les quals 43 eren unipersonals (31 homes vivint sols i 12 dones vivint soles), 59 parelles sense fills, 82 parelles amb fills i 20 famílies monoparentals amb fills.
La població ha evolucionat segons el següent gràfic:
Habitants censats

### Habitatges
El 2007 hi havia 255 habitatges, 208 eren l'habitatge principal de la família, 31 eren segones residències i 16 estaven desocupats. 240 eren cases i 14 eren apartaments. Dels 208 habitatges principals, 173 estaven ocupats pels seus propietaris, 31 estaven llogats i ocupats pels llogaters i 4 estaven cedits a títol gratuït; 3 tenien una cambra, 12 en tenien dues, 24 en tenien tres, 40 en tenien quatre i 129 en tenien cinc o més. 164 habitatges disposaven pel capbaix d'una plaça de pàrquing. A 80 habitatges hi havia un automòbil i a 108 n'hi havia dos o més.

### Piràmide de població
La piràmide de població per edats i sexe el 2009 era:
| Homes | Edats   | Dones |
| ----- | ------- | ----- |
| 0     | 95 o +  | 4     |
| 0     | 90 a 94 | 0     |
| 0     | 85 a 89 | 4     |
| 4     | 80 a 84 | 8     |
| 4     | 75 a 79 | 0     |
| 12    | 70 a 74 | 8     |
| 24    | 65 a 69 | 16    |
| 16    | 60 a 64 | 20    |
| 8     | 55 a 59 | 24    |
| 12    | 50 a 54 | 12    |
| 8     | 45 a 49 | 16    |
| 28    | 40 a 44 | 16    |
| 28    | 35 a 39 | 24    |
| 12    | 30 a 34 | 24    |
| 8     | 25 a 29 | 4     |
| 8     | 20 a 24 | 8     |
| 28    | 15 a 19 | 16    |
| 20    | 10 a 14 | 24    |
| 12    | 5 a 9   | 12    |
| 12    | 0 a 4   | 0     |

## Economia
El 2007 la població en edat de treballar era de 368 persones, 285 eren actives i 83 eren inactives. De les 285 persones actives 272 estaven ocupades (146 homes i 126 dones) i 13 estaven aturades (8 homes i 5 dones). De les 83 persones inactives 29 estaven jubilades, 33 estaven estudiant i 21 estaven classificades com a «altres inactius».

### Ingressos
El 2009 a Orvilliers hi havia 241 unitats fiscals que integraven 661,5 persones, la mediana anual d'ingressos fiscals per persona era de 22.166 €.

### Activitats econòmiques
Dels 25 establiments que hi havia el 2007, 1 era d'una empresa extractiva, 1 d'una empresa de fabricació d'altres productes industrials, 4 d'empreses de construcció, 4 d'empreses de comerç i reparació d'automòbils, 1 d'una empresa de transport, 1 d'una empresa d'hostatgeria i restauració, 1 d'una empresa d'informació i comunicació, 3 d'empreses financeres, 6 d'empreses de serveis, 2 d'entitats de l'administració pública i 1 d'una empresa classificada com a «altres activitats de serveis».
Dels 7 establiments de servei als particulars que hi havia el 2009, 1 era una oficina de correu, 2 paletes, 1 fusteria, 1 lampisteria, 1 perruqueria i 1 restaurant.
L'any 2000 a Orvilliers hi havia 6 explotacions agrícoles.

## Equipaments sanitaris i escolars
El 2009 hi havia una escola elemental.

## Poblacions més properes
El següent diagrama mostra les poblacions més properes.